# Hapaline benthamiana
Hapaline benthamiana är en kallaväxtart som beskrevs av Heinrich Wilhelm Schott. Hapaline benthamiana ingår i släktet Hapaline och familjen kallaväxter. Inga underarter finns listade.